# Rive convexe

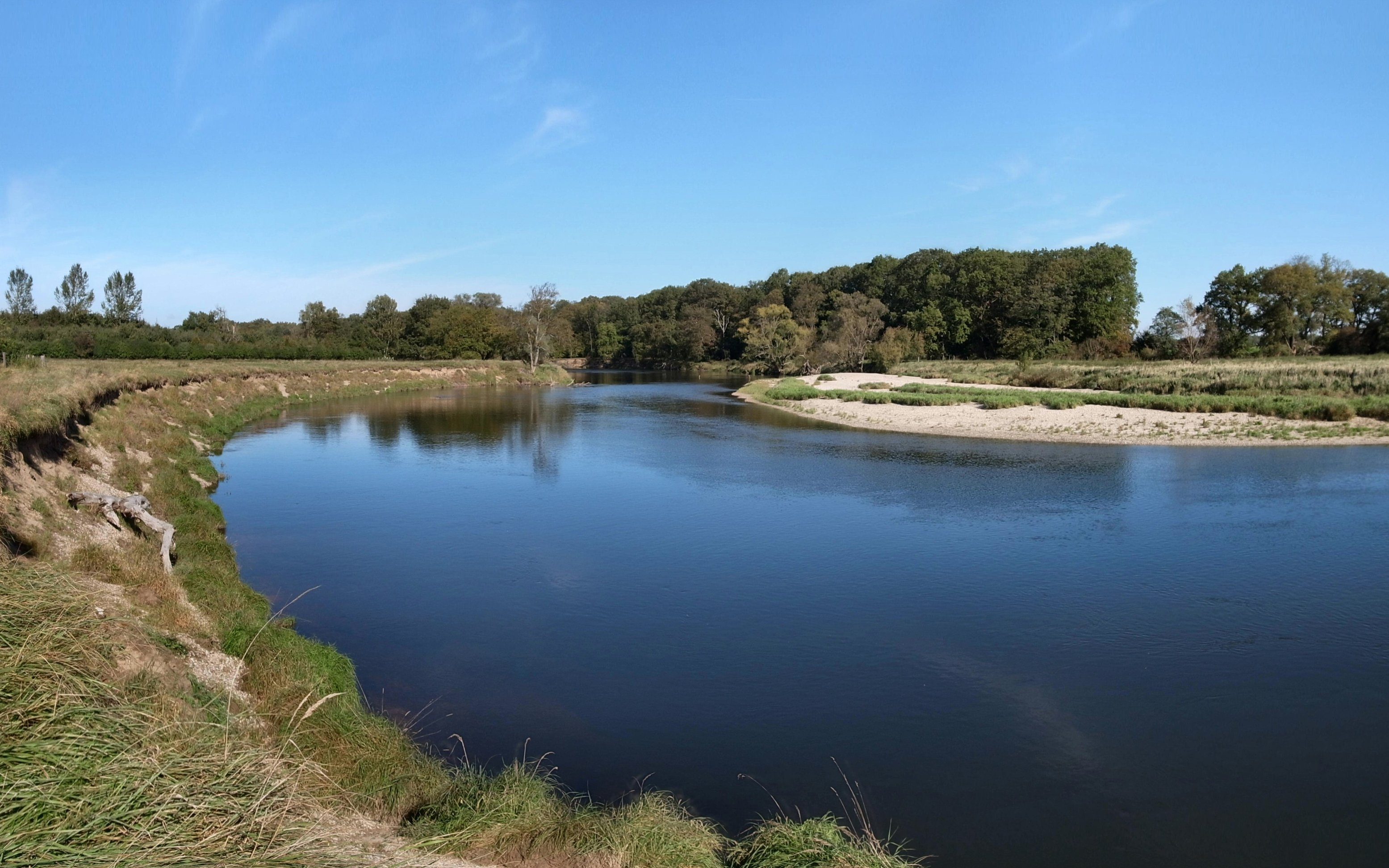
Terrasse alluvionnaire à droite et érosion de la rive concave.

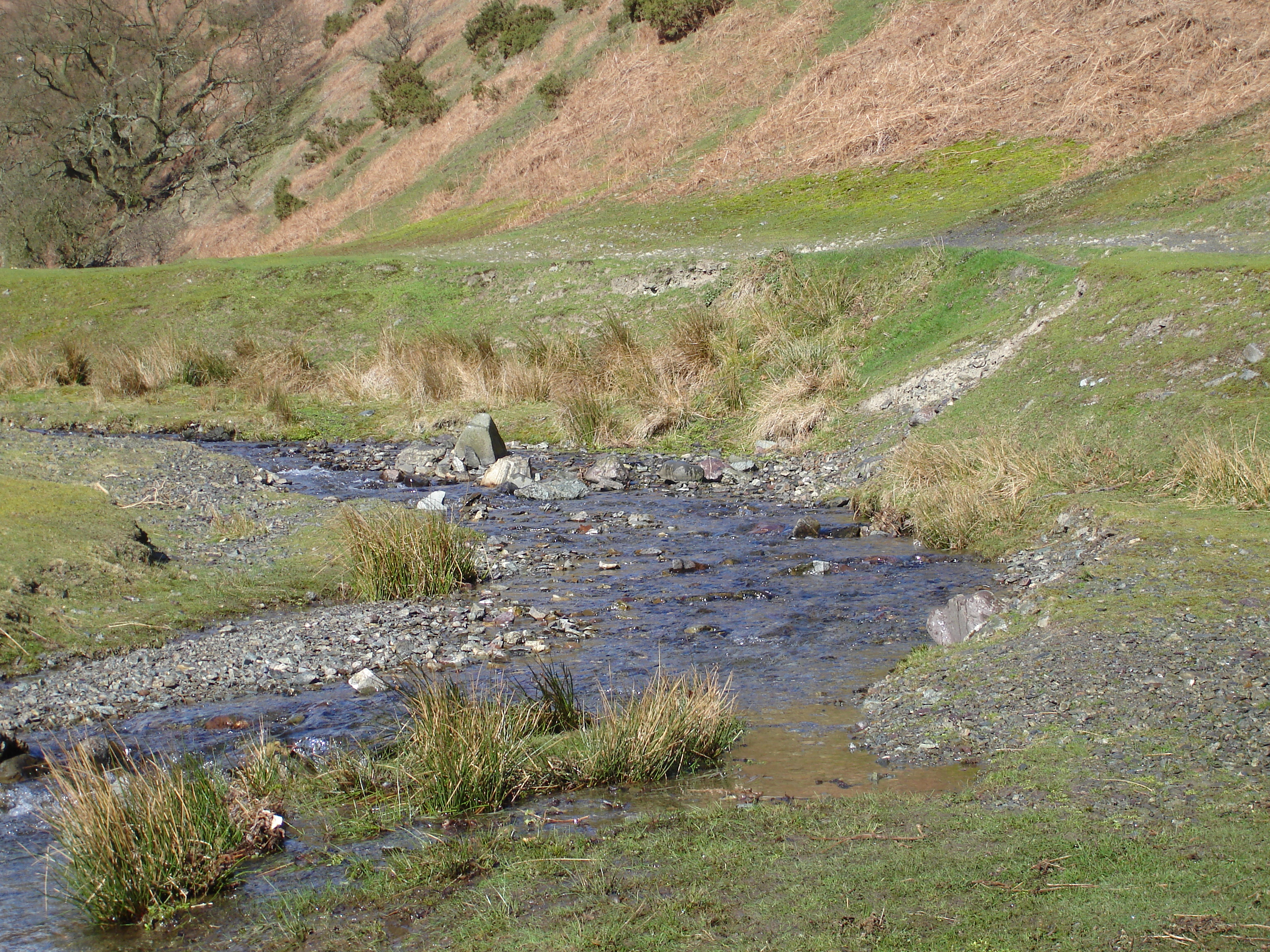
La barre de méandre où se déposent les alluvions est située sur la gauche de l’image. À droite, l’érosion a donné naissance à un talus surplombant la rivière sur la droite. Rivière Ashes Hollow, Royaume-Uni.

La rive convexe ou berge convexe est la berge située à l'intérieur du méandre d'une rivière où le matériel sédimentaire se dépose en raison des vitesses d'écoulement plus faibles. Cette berge est localisée du côté opposé à la berge concave qui est exposée à des forces érosives dues au courant plus important de ce côté de la rivière. Ces termes sont utilisés pour décrire la formation de méandres dans une rivière.
Les dépôts alluvionnaires sur la berge convexe se produisent en raison notamment de l'écoulement hélicoïdal qui contribue à transférer constamment les sédiments de la berge concave vers la berge convexe, de l'extérieur vers l'intérieur du méandre de la rivière.
Le dépôt de matériau sur la berge convexe aboutit souvent à la formation d'une barre de méandre ou terrasse alluvionnaire. En raison de l’origine multiple des dépôts constituant les terrasses alluvionnaires, on parle également de pente polygénique alluvionnaire.
Les processus d'érosion entraînent une dérive spatiale des méandres de la rivière au cours du temps. Si deux berges concaves sont érodées jusqu'à ce qu'elles se rencontrent, on parle alors d’une coupure de méandre, laissant habituellement un bras-mort de rivière.